# 30 (альбом Адель)
30 — четвертий студійний альбом англійської співачки та авторки пісень Адель, представлений 19 листопада 2021 року під лейблами Melted Stone та Columbia. На створення цієї платівки співачку наштовхнули негаразди в особистому житті, а в піснях розкривається тематика розлучення, материнства та слави. Альбом було створено протягом 2018—2021 років, а над записом працювали різні продюсери: Ґреґ Курстін, Макс Мартін, Tobias Jesso Jr. та Shellback, із якими вона вже працювала над попереднім альбомом «25», а також Людвіг Йоранссон та Inflo.
Головним синглом альбому стала пісня Easy on Me, яку було представлено 15 жовтня 2021 року і яка здобула міжнародний успіх. Випуск альбому супроводжувався масштабною рекламною кампанією, частиною якої став спеціальний телевізійний епізод на каналі CBS під назвою «Adele One Night Only», де Адель виконала три нових пісні, декілька пісень із попередніх альбомів, і де також було показано інтерв'ю із Опрею Вінфрі.
Одразу після випуску платівка отримала загальне схвалення від музичних критиків та очолила чарти понад п'ятнадцяти країн.

## Створення
Адель почала роботу над створенням нового альбому у 2018. 5 травня 2018 року, на власний день народження співачка запостила декілька чорно-білих фото в інстаграм із підписом, що вказував на роботу над новим матеріалом. У пості ішлося «30 стане драм-енд-бейс записом».
А от 5 жовтня 2021 року Адель оголосила, що головним синглом альбому стане Easy On Me, а вже 15 жовтня відбулась його презентація.

## Список пісень
| Стандартне видання | Стандартне видання                         | Стандартне видання            | Стандартне видання      | Стандартне видання |
| #                  | Назва                                      | Автор                         | Продюсер(и)             | Тривалість         |
| ------------------ | ------------------------------------------ | ----------------------------- | ----------------------- | ------------------ |
| 1.                 | «Strangers by Nature»                      | Адель Адкінс Людвіг Йоранссон | Йоранссон               | 3:02               |
| 2.                 | «Easy on Me»                               | Адкінс Ґреґ Курстін           | Курстін                 | 3:44               |
| 3.                 | «My Little Love»                           | Адкінс Курстін                | Курстін                 | 6:29               |
| 4.                 | «Cry Your Heart Out»                       | Адкінс Курстін                | Курстін                 | 4:15               |
| 5.                 | «Oh My God»                                | Адкінс Курстін                | Курстін                 | 3:45               |
| 6.                 | «Can I Get It»                             | Адкінс Макс Мартін Shellback  | Мартін Shellback        | 3:30               |
| 7.                 | «I Drink Wine»                             | Адкінс Курстін                | Курстін                 | 6:16               |
| 8.                 | «All Night Parking» (із Ерроллом Гарнером) | Адкінс Ерролл Гарнер          | Joey Pecoraro Курстін   | 2:41               |
| 9.                 | «Woman Like Me»                            | Адкінс Inflo                  | Inflo                   | 5:00               |
| 10.                | «Hold On»                                  | Адкінс Inflo                  | Inflo                   | 6:06               |
| 11.                | «To Be Loved»                              | Адкінс Tobias Jesso Jr.       | Jesso Jr. Shawn Everett | 6:43               |
| 12.                | «Love Is a Game»                           | Адкінс Inflo                  | Inflo                   | 6:43               |
| 58:14              |                                            |                               |                         |                    |

| Додаткові пісні лімітованого видання | Додаткові пісні лімітованого видання | Додаткові пісні лімітованого видання | Додаткові пісні лімітованого видання | Додаткові пісні лімітованого видання |
| #                                    | Назва                                | Автор                                | Продюсер(и)                          | Тривалість                           |
| ------------------------------------ | ------------------------------------ | ------------------------------------ | ------------------------------------ | ------------------------------------ |
| 13.                                  | «Wild Wild West»                     | Адкінс Йоранссон                     | Йоранссон                            | 3:46                                 |
| 14.                                  | «Can't Be Together»                  | Адкінс Курстін                       | Курстін                              | 4:17                                 |
| 15.                                  | «Easy on Me» (із Крісом Степлтоном)  | Адкінс Курстін                       | Курстін                              | 3:44                                 |

## Сертифікації
| Регіон | Сертифікація  | Продажі   |
| --- | ------------- | --------- |
| Австралія (ARIA)                                                                                                 | Платиновий    | 70 000    |
| Австрія (IFPI Austria)                                                                                           | Платиновий    | 15 000    |
| Бельгія (BEA) | Платиновий    | 20 000    |
| Бразилія (ABPD)                                                                                                  | 2× Платиновий | 80 000    |
| Канада (Music Canada)                                                                                            | Платиновий    | 114,000   |
| Chile (IFPI Chile)                                                                                               | Золотий       | 3,500     |
| Данія (IFPI Denmark)                                                                                             | Платиновий    | 20 000    |
| Франція (SNEP)                                                                                                   | 3× Платиновий | 300,000   |
| Німеччина (BVMI)                                                                                                 | Платиновий    | 200 000   |
| Угорщина (Mahasz)                                                                                                | Платиновий    | 4000      |
| Італія (FIMI) | Платиновий    | 50 000    |
| Мексика (AMPROFON)                                                                                               | Золотий       | 70 000    |
| Нова Зеландія (RIANZ)                                                                                            | 2× Платиновий | 30 000    |
| Польща (ZPAV) | 4× Платиновий | 80 000    |
| Португалія (AFP)                                                                                                 | Золотий       | 7500^     |
| Іспанія (PROMUSICAE)                                                                                             | Платиновий    | 40 000    |
| Швеція (IFPI Sweden)                                                                                             | 2× Платиновий | 60 000    |
| Швейцарія (IFPI Switzerland)                                                                                     | Платиновий    | 20 000    |
| Велика Британія (BPI)                                                                                            | 2× Платиновий | 600 000   |
| США (RIAA) | 3× Платиновий | 3 000 000 |
| Підсумки |               |           |
| Загальносвітові (IFPI)                                                                                           | —             | 5,000,000 |
| ^відвантаження, що базуються лише на сертифікаціях · продажі+прослуховування, що базуються лише на сертифікаціях |               |           |

## Історія випуску
| Регіон | Дата              | Формат(и)                                     | Лейбл    |
| ------ | ----------------- | --------------------------------------------- | -------- |
| Різні  | 19 листопада 2021 | CD цифрове завантаження стримінг вініл касета | Columbia |